# CS-370
De CS-370 (Carretera Secundaria 370) een secundaire weg in Andorra. De weg verbindt El Serrat met de Vall de Sorteny en is ongeveer drie kilometer lang.